# Ferdinando Cartellieri
Ferdinando Giovanni Antonio Maria Cartellieri (Milano, 24 luglio 1830 – Cavallasca, 27 maggio 1859) è stato un patriota italiano, combattente garibaldino, morto mentre combatteva, col grado di sottotenente dei Cacciatori delle Alpi, nella Battaglia di San Fermo (Seconda guerra di indipendenza).

## Biografia
Nato a Milano dal ragioniere Filippo e da Teresa Antongini, unico figlio maschio con 9 sorelle, si laureò in legge a Pavia. Ancora studente, nel 1849 combatté accanto a Garibaldi nella difesa della Repubblica romana. Durante l'assedio di Roma fu tra i volontari di Giacomo Medici che si batterono alla villa del Vascello.
Laureatosi in legge, e divenuto avvocato, si impegnò nella Società di incoraggiamento di scienze, lettere ed arti di cui divenne segretario generale. Ma al richiamo dei volontari per la guerra del '59, abbandonò tutto quanto per raggiungere Garibaldi in Piemonte.
Morì eroicamente durante la battaglia di San Fermo: colpito mentre guidava un attacco, riportò una grave e dolorosissima ferita; trasportato alla casa Grigioni, a Cavallasca, dove era stato allestito un ospedale da campo, non fu possibile alcuna cura ed egli morì dopo una lunga agonia. 
Un mese dopo, il 27 giugno 1859, nella Milano liberata gli vennero tributate solenni esequie in San Fedele.